# Campionato centroamericano e caraibico di calcio 1960
Il Campionato centroamericano e caraibico di calcio 1960 (CCCF Championship 1960) fu la nona edizione della competizione calcistica per nazione organizzata dalla CCCF. La competizione si svolse a Cuba dal 14 febbraio al 28 febbraio 1960 e vide la partecipazione di cinque squadre: Antille Olandesi, Costa Rica, Cuba, Guyana olandese e Honduras.
A trionfare fu la nazionale della Costa Rica.
La CCCF organizzò questa competizione dal 1941 al 1961, anno in cui la CCCF si unì con la NAFC per formare la CONCACAF che istituì il Campionato CONCACAF a partire dal 1963.

## Formula
- Qualificazioni

Nessuna fase di qualificazione. Le squadre sono qualificate direttamente alla fase finale.
- Fase finale

Girone unico - 5 squadre: giocano partite di sola andata. La prima classificata si laurea campione CCCF.

## Stadi
| L'Avana                          |
| -------------------------------- |
| Gran Stadium Cervecería Tropical |
| Capienza: 30.000                 |
|                                  |
| L'Avana                          |

## Squadre partecipanti
| Pr. | Squadra          | Data di qualificazione certa | Partecipante in quanto | Partecipazioni precedenti al torneo          | Ultima presenza |
| --- | ---------------- | ---------------------------- | ---------------------- | -------------------------------------------- | --------------- |
| 1   | Costa Rica       | -                            | Qualificata di diritto | 7 (1941, 1943, 1946, 1948, 1951, 1953, 1955) | Honduras 1955   |
| 2   | Antille Olandesi | -                            | Qualificata di diritto | 5 (1941, 1948, 1953, 1955, 1957)             | Curaçao 1957    |
| 3   | Honduras         | -                            | Qualificata di diritto | 4 (1946, 1953, 1955, 1957)                   | Curaçao 1957    |
| 4   | Cuba             | -                            | Qualificata di diritto | 2 (1955, 1957)                               | Curaçao 1957    |
| 5   | Guyana olandese  | -                            | Qualificata di diritto | -                                            | Esordiente      |

Nella sezione "partecipazioni precedenti al torneo", le date in grassetto indicano che la nazione ha vinto quella edizione del torneo, mentre le date in corsivo indicano la nazione ospitante.

## Fase finale

### Girone unico

#### Classifica
| Pos | Squadra          | P.ti | G | V | N | P | GF | GS | DR |
| --- | ---------------- | ---- | - | - | - | - | -- | -- | -- |
| 1   | Costa Rica       | 6    | 4 | 2 | 2 | 0 | 10 | 3  | +7 |
| 2   | Antille Olandesi | 6    | 4 | 2 | 2 | 0 | 9  | 7  | +2 |
| 3   | Honduras         | 3    | 4 | 0 | 3 | 1 | 6  | 7  | -1 |
| 4   | Guyana olandese  | 3    | 4 | 1 | 1 | 2 | 4  | 5  | -1 |
| 5   | Cuba             | 2    | 4 | 1 | 0 | 3 | 5  | 12 | -7 |

Costa Rica e Antille Olandesi effettuano uno spareggio.

#### Risultati
| L'Avana 14 febbraio 1960 | Costa Rica | 1 – 1 | Antille Olandesi | Gran Stadium Cervecería Tropical |

| L'Avana 15 febbraio 1960 | Cuba | 3 – 4 | Antille Olandesi | Gran Stadium Cervecería Tropical |

| L'Avana 15 febbraio 1960 | Honduras | 1 – 1 | Guyana olandese | Gran Stadium Cervecería Tropical |

| L'Avana 17 febbraio 1960 | Costa Rica | 3 – 1 | Guyana olandese | Gran Stadium Cervecería Tropical |

| L'Avana 18 febbraio 1960 | Cuba | 0 – 2 | Guyana olandese | Gran Stadium Cervecería Tropical |

| L'Avana 21 febbraio 1960 | Cuba | 0 – 5 | Costa Rica | Gran Stadium Cervecería Tropical |

| L'Avana 23 febbraio 1960 | Cuba | 2 – 1 | Honduras | Gran Stadium Cervecería Tropical |

| L'Avana 25 febbraio 1960 | Costa Rica | 1 – 1 | Honduras | Gran Stadium Cervecería Tropical |

| L'Avana 27 febbraio 1960 | Antille Olandesi | 3 – 3 | Honduras | Gran Stadium Cervecería Tropical |

### Spareggio
| L'Avana 29 febbraio 1960 | Costa Rica | 4 – 1 | Antille Olandesi | Gran Stadium Cervecería Tropical |